# Paris Saint-Germain F.C. (piłka nożna kobiet)
Paris Saint-Germain F.C. – francuski klub piłki nożnej kobiet, mający siedzibę w stolicy kraju, mieście Paryż. Jest sekcją piłki nożnej kobiet w klubie Paris Saint-Germain F.C.

## Historia
Chronologia nazw:
- 1971: Paris Saint-Germain F.C.

Sekcja piłki nożnej kobiet w klubie Paris Saint-Germain F.C. została założona latem 1971. Od tego roku zespół występował w rozrywkach o mistrzostwo Paryża. W 1974 po utworzeniu Division 1 Féminine klub kontynuował występy w mistrzostwach Paryżu. Dopiero w sezonie 1979/80 klub po raz pierwszy startował w mistrzostwach Francji. W sezonie 1982/83 po reorganizacji systemu rozgrywek nie zakwalifikował się w rundzie wstępnej do rozgrywek o mistrzostwo kraju. Przez kolejne 4 lata nie potrafił przebić się przez rundę wstępną, dopiero w sezonie 1986/87, po powrocie do poprzedniego systemu rozgrywek, ponownie startował w rundzie podstawowej. Klub zajmował miejsca w środku tabeli swojej grupy i nigdy nie awansował do rundy pucharowej. Po sezonie 1991/92 Division 1 został reorganizowany w National 1A, jednak klub nie zakwalifikował się do czołowej 12 drużyn z najwyższej ligi i grał w National 1B. W 1993 jako jeden z trzech zespołów awansował do National 1A. Debiut w nowej lidze był nieudany i po zajęciu ostatniego 12 miejsca z powrotem spadł do National 1B. Dopiero w 2001 wrócił do National 1A. W 2002 liga zmieniła nazwę na Division 1, jednak system rozgrywek pozostał bez zmian i klub kontynuował grę w wyższej klasie. Po ośmiu sezonach bez sukcesów w 2010 po raz pierwszy w historii zdobył brązowe medale mistrzostw. W następnym sezonie 2010/11 otrzymał srebrne medale. Potem było 4. miejsce i znów srebrne medale w kolejnych 4 sezonach.

## Stadion
Klub rozgrywa swoje mecze domowe na stadionie Stade Sébastien Charléty w Paryżu, który może pomieścić 20 000 widzów.

## Sukcesy

### Trofea międzynarodowe
- Liga Mistrzyń UEFA:
  - finalista (2): 2014/15, 2016/17

### Trofea krajowe
- Division 1 Féminine (I poziom):
  - wicemistrz (6): 2010/11, 2012/13, 2013/14, 2014/15, 2015/16, 2017/18
  - 3. miejsce (2): 2009/10, 2016/17

- Division 2 Féminine (II poziom):
  - mistrz (1): 2000/01

- Puchar Francji:
  - zdobywca (3): 2009/10, 2017/18, 2023/24
  - finalista (3): 2007/08, 2013/14, 2016/17

## Obecny skład
Stan na 20 listopada 2022
| Nr | Poz. | Piłkarz                   |
| -- | ---- | ------------------------- |
| 1  | BR   | Lydia Williams            |
| 2  | OB   | Bénédicte Simon           |
| 4  | OB   | Paulina Dudek (kapitanka) |
| 5  | OB   | Élisa de Almeida          |
| 6  | PO   | Oriane Jean-François      |
| 7  | OB   | Sakina Karchaoui          |
| 8  | PO   | Grace Geyoro              |
| 9  | NA   | Marie-Antoinette Katoto   |
| 10 | NA   | Ramona Bachmann           |
| 11 | NA   | Kadidiatou Diani          |
| 12 | OB   | Ashley Lawrence           |
| 13 | OB   | Amanda Ilestedt           |
| 14 | PO   | Kheira Hamraoui           |
| 16 | BR   | Constance Picaud          |

| Nr | Poz. | Piłkarz                                    |
| -- | ---- | ------------------------------------------ |
| 17 | NA   | Berglind Björg Þorvaldsdóttir              |
| 18 | PO   | Laurina Fazer                              |
| 19 | OB   | Estelle Cascarino                          |
| 21 | PO   | Sandy Baltimore                            |
| 22 | NA   | Lieke Martens                              |
| 23 | OB   | Marina Georgieva                           |
| 24 | PO   | Jackie Groenen                             |
| 25 | PO   | Magnaba Folquet                            |
| 26 | OB   | Li Mengwen (wypożyczona z Jiangsu)         |
| 28 | PO   | Yang Lina (wypożyczona z Shanghai Shengli) |
| 29 | NA   | Manssita Traoré                            |
| 30 | BR   | Barbora Votíková                           |
| 50 | BR   | Sarah Bouhaddi                             |

### Wypożyczone
| Nr | Poz. | Piłkarz                                             |
| -- | ---- | --------------------------------------------------- |
|    | BR   | Alice Pinguet (w Issy do 30 czerwca 2023)           |
|    | OB   | Jade Le Guilly (w Real Sociedad do 30 czerwca 2023) |

| Nr | Poz. | Piłkarz                                        |
| -- | ---- | ---------------------------------------------- |
|    | NA   | Océane Hurtré (w Dijon do 30 czerwca 2023)     |
|    | NA   | Hawa Sangaré (w Pomigliano do 30 czerwca 2023) |

## Trenerzy
| Lp. | Imię i nazwisko            | Okres urzędowania | Okres urzędowania |
| --- | -------------------------- | ----------------- | ----------------- |
| 1.  | Sébastien Thierry          | 1999              | 2004              |
| 2.  | Cyril Combettes            | 2004              | 2007              |
| 3.  | Éric Leroy                 | 2007              | 2009              |
| 4.  | Camille Vaz Karine Noilhan | 2009              | 2010              |
| 5.  | Camille Vaz                | 2010              | 2012              |
| 6.  | Farid Benstiti             | 2012              | 2016              |
| 7.  | Patrice Lair               | 2016              | 2018              |
| 8.  | Bernard Mendy              | 2018              | 2018              |
| 9.  | Olivier Echouafni          | 2018              | obecnie           |